# Qamsar
Qamsar (Persiano: قمصر, anche Qamşar, Ghamsar e Kamsār) è un villaggio nel centro dell'Iran. È il centro amministrativo del distretto di Qamsar, che fa parte dello shahrestān di Kashan nella Provincia di Esfahan. Nel censimento del 2006 la popolazione era di 3.566, e 1.048 famiglie.
Dal XIII secolo e forse molto prima, il cobalto è stato estratto vicino Qamsar. L'ossido di metallo è stato esportato in tutto il mondo musulmano per utilizzarlo come pigmento blu cobalto nella decorazione della ceramica. È possibile che il minerale di cobalto sia stato esportato anche in Cina.
Nel 1301 Abu'l-Qasim, che proveniva da una famiglia di piastrellisti con sede a Kashan, ha scritto un trattato sulla lavorazione della ceramica in cui menziona il villaggio come fonte del minerale di cobalto. Albert Houtum-Schindler ha visitato il villaggio alla fine del XIX secolo, quando Qamsar è stato "un grande e fiorente villaggio di circa trecento case con ampi giardini con rose sottili utilizzate per la fabbricazione dell'acqua di rose." Ha descritto la trasformazione e la commercializzazione del cobalto.